# The Nam Hai

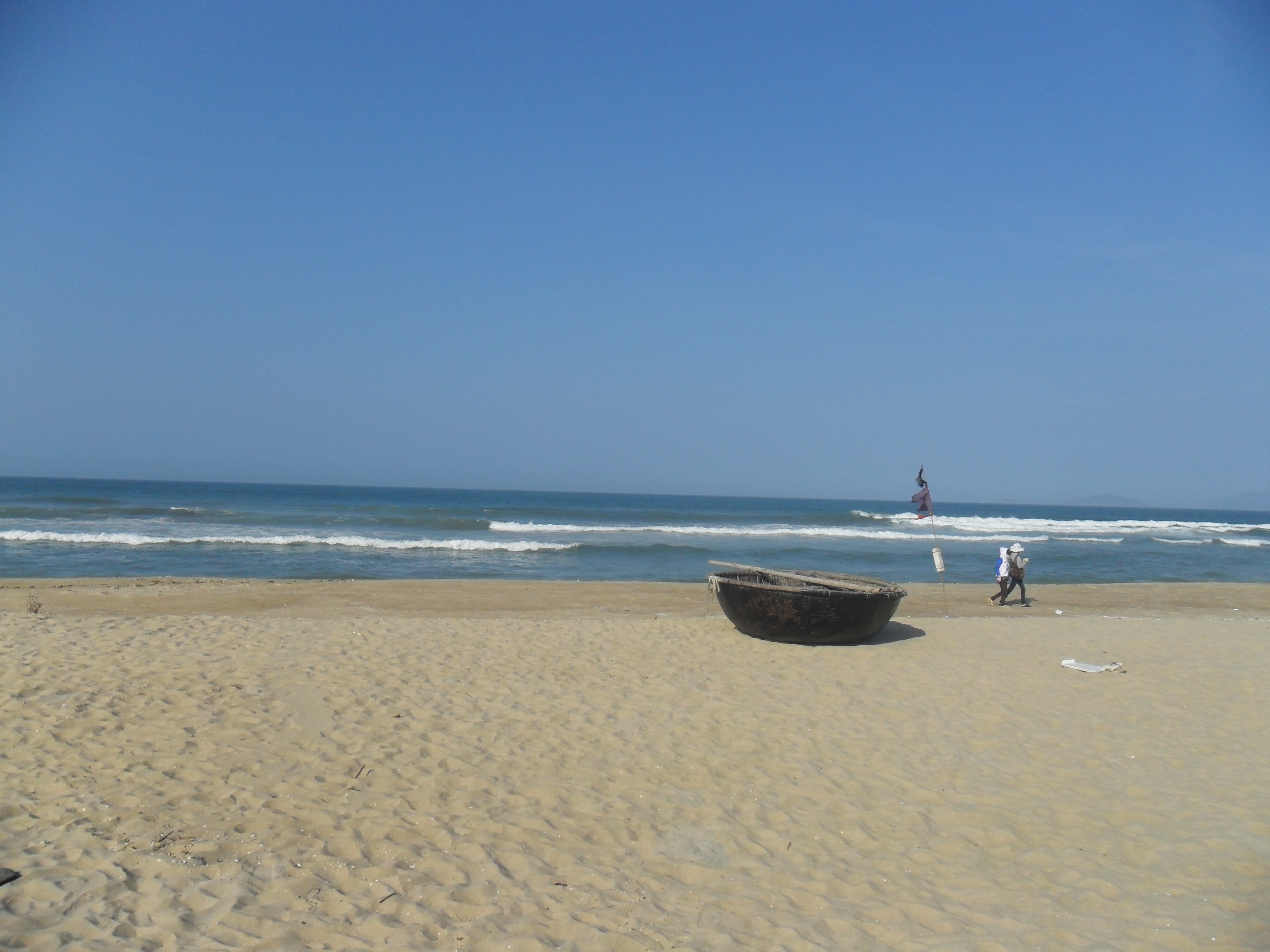
Strand bei Hà My

The Nam Hai ist ein Luxushotel nahe Hội An, Vietnam.
Das Nam Hai, nach vietnamesisch Nam Hải für „Südsee“, liegt in Điện Dương (Distrikt Điện Bàn, Provinz Quảng Nam), etwa 30 Kilometer südlich der Großstadt Đà Nẵng und 11 Kilometer nördlich der UNESCO-Welterbestätte der Altstadt von Hoi An. Hier, am Strand Biển Hà My (Ha My Beach) des Südchinesischen Meeres wurde eines der ersten Tourismusgebiete nach der Wirtschaftswende Đổi mới der Sozialistischen Republik gegründet, dass heute zu den größten Projekten dieses Typs zählt. Richtung Hoi An und Da Nang befinden sich weitere Hotelanlagen, teils im Bau. 30 Kilometer auf See liegt die Insel Chàm mit dem Naturschutzgebiet Cù lao Chàm.
Das Resort erstreckt sich als weitläufiges Areal über etwa einen Kilometer entlang der Küste. Es umfasst 100 Villen, zwei Restaurants, eine Bade-, Sport- und Wellness-Infrastruktur und 35 Hektar tropischen Gartens mit Strand. Das Fünf-Sterne-Hotel wurde 2007 eröffnet, und bald schon als eines der Top-Hotels Südostasiens genannt. Es ist seit 2009 eines der zwei vietnamesischen Mitglieder der Vereinigung Leading Hotels of the World, gehörte erst zur Hotelkette GHM (General Hotel Management Ltd.) in Singapur und war im Besitz der American Indochina Resorts Ltd. (AIR). Der Besitz ging an ein Joint Venture aus der Hotel Properties Limited (HPL) und der ASB Development Limited, Dubai, über. Zum 20. Dezember 2016 übernahm die Kette Four Seasons Hotels and Resorts das Management.
Neben Preisen für touristische Leistungen wurde das Hotel auch für seine Architektur ausgezeichnet. Entworfen wurde die Anlage von dem französischen Architekten Reda Amalou (AW²), im Sinne eines kritischen Regionalismus als Kombination traditioneller Bauweisen und klassisch-moderner Formensprache. Die Bauweise der Bungalows leitet sich vom Nha Ruong („Haus aus Paneelen“) ab, eine Hausform, die von der 120 Kilometer nördlich liegenden altvietnamesischen Königsstadt Huế stammt. Die Inneneinrichtung entwarf der indonesische Designer Jaya Ibrahim. Die Gartenarchitektur von Karl Princic (KPD, Indonesien) greift die klassische Treppen- und Brunnenarchitektur der Königspaläste von Hanoi und Hue auf.
Das – selbst für ein aufstrebendes Tourismusgebiet – extrem luxuriöse und teure Hotelprojekt (Tagesmieten zwischen 300 und 2000 $) wird von lokalen Entwicklungsprojekten begleitet. So werden benachbart ein medizinisches Zentrum und eine Berufsschule für Tourismus errichtet. Eine von Gästen initiierte Hotelstiftung fördert Versorgung und Schulbildung im Umland.

## Trivia
Das Hotel diente 2012 als Filmkulisse für Episode 17 der deutschen Fernsehserie Das Traumhotel.